# إبراهيم أفندي
إبراهيم محمد أفندي (1939 - 2019) رياضي ورجل أعمال سعودي، وهو لاعب سابق في نادي الاتحاد السعودي، وعضو شرف، ورئيس مجلس الإدارة، وكان يطلق عليه «حكيم الاتحاد».

## مناصب
تولى أفندي رئاسة مجلس إدارة صحيفة المدينة من 14 يونيو 1998 حتى 23 مايو 2002، بالتزامن مع رئاسته هيئة أعضاء الشرف بنادي الاتحاد السعودي التي تولاها من عام 1991 حتى 2003، وسبق ذلك رئاسته لنادي الاتحاد في العامين 1981 و1982.

## إنجازات
حقق نادي الاتحاد في عهد أفندي عددا من البطولات بلغت نحو 15 بطولة، من أبرزها بطولة الدوري السعودي المشترك.

## وفاته
توفي في 7 يوليو 2019، عن عمر يناهز 80 عاما، وصلي عليه في مسجد الجفالي بجدة، ودفن بالمقبرة المعروفة باسم «أمنا حواء».